# 크론시타트 반란

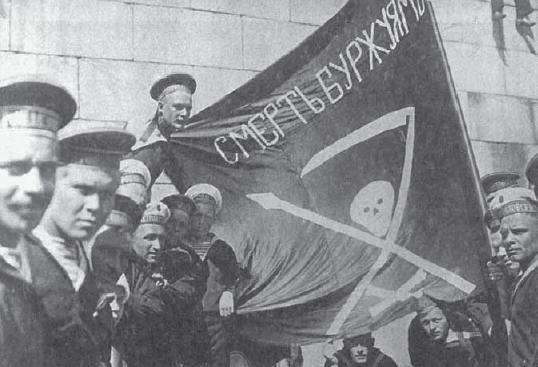
1917년 여름, 브레스트-리토프스크 조약이 체결되기 이전의 헬싱키에서 크론슈타트 발트 함대의 수병들의 모습 깃발엔 "부르주아지에게 죽음을"이라고 쓰여있다. 반란 당시에도 저 깃발을 사용하고 있었다.

크론슈타트 반란(러시아어: Кронштадтское восстание)은 러시아 내전이 사실상 종료된 시점인, 1921년 3월에 발생한 가장 주요하고 실패한 비볼셰비키 좌파 봉기 사건이었다. 봉기는 스테판 페트리첸코가 이끌었으며, 수병들과 시민들이 참여했다. 이 사건으로 레닌과 공산당은 전시공산주의를 종료 시키고 신경제정책을 수립 한다.
반란은 핀란드만 코틀린섬에 있는 크론시타트의 발트 함대의 요새에서 시작되었다. 발트 함대의 감시 초소는 페트로그라드로부터 55Km가량 떨어져 있었다. 반란은 붉은 군대와 12일 동안의 격전 끝에 실패했고, 수천명이 사망했다.

## 경제적 배경
1921년 볼셰비키는 사실상 내전에서 승리하고, 외국군도 철수하기 시작하지만 볼셰비키는 전시공산주의을 유지하면서 계속해서 경제 통제를 유지한다. 1차 세계대전과 러시아 내전을 연속으로 겪은 결과 볼셰비키의 경제정책은 붕괴되기 시작한다. 산업 생산량은 밑바닥을 쳤는데, 광산과 공장의 생산량은 1차대전 이전의 20퍼센트 정도로 추락 했으며 많은 중요한 품목들의 상황은 더욱 심각했다. 면의 생산량은 전쟁 전의 5퍼센트로, 철은 2퍼센트가량으로 추락 했으며, 1920년에 발생한 가뭄으로 인해 1921년에 기근이 발생하게 된다. 러시아 민중들 사이에서 빠른 속도로 불만이 퍼져 나갔고, 특히 농민들의 불만이 극에 달했는데 이는 정부의 곡물 징발정책(징발된 곡물은 대부분 도시 거주자 들에게 할당 됐다.) 때문이었다. 1921년 2월에만 수백번의 농민봉기가 일어났고, 페트로그라드의 노동자들 또한 동맹 파업을 감행했는데 10일동안 평소의 1/3에 해당하는 빵만을 배급 받았기 때문이었다.

## 페트로파블로브스크결의안
2월 26일 크론슈타트 해군기지의 대표가 페트로그라드의 상황을 조사하기 위해 도시에 방문했고, 2월 28일 볼셰비키 정부가 파업을 무력진압 하고 있다는 사실을 보고 받게 된다. 페트로파블로브스크와 세바스토폴 전함의 수병들은 긴급 회의를 거쳐 15개의 요구를 제기하는 결의안을 승인한다. : 결의안을 승인하는 수병들의 모습

1. 현 정부는 더 이상 노동자, 농민의 뜻을 대변하지 못하니 즉시 새로운 투표를 시행해야 한다. 새로운 투표는 비밀 투표로 진행되어야 하며, 노동자와 농민이 자유롭게 선거 운동을 벌일 권리가 보장되어야 한다.
2. 노동자와 농민, 언론, 사회혁명당 좌파와 아나키스트들에게 표현의 자유를 보장하라.
3. 집회의 자유를 보장하고, 노동자와 농민들이 자유롭게 조합을 형성할 자유를 보장하라.
4. 적어도 3월 10일까지 크론슈타트와 페트로그라드에서, 당에 소속되지 않은 노동자, 농민과 인민이 참여된 회의를 요구한다.
5. 농민 단체와 노동조합과에 관련되어 수감된 모든 사회주의자, 농민, 노동자, 인민들을 석방하라.
6. 감옥과 강제수용소에 수감된 사람들을 조사할 새로운 위원회를 선출할 것을 요구한다.
7. 군대의 정치 부서를 폐지하라. 어떠한 정당도 그들의 프로파간다를 전파하거나, 국가의 재정적 지원을 받을 수 있는 특권을 가져서는 안된다. 대신 국가의 자금을 지원금으로 받는 다양한 교양 부서를 설치하라.
8. 도시와 시골 사이의 이동을 막는 파견대를 폐지하라.
9. 위험하거나 건강에 해로운 일에 종사하는 이들을 제외한 모든 노동자들의 배급을 평등화 하라.
10. 군사적 조직에 파견된 당의 무장 파견대를 폐지하라. 그리고 공장과 기업에 파견된 당의 경비대를 폐지하고, 경비원이 필요할 경우 노동자의 의견을 고려하여 선출해야 한다.
11. 농민들이 임금 노동자를 사용하지 않는 한, 그들에게 토지 사용의 자유와 가축을 기를 자유를 보장하라.
12. 모든 군인과 사관 후보생들이 이 결의안을 준수하게 할 것을 요구한다.
13. 우리는 언론이 이 결의안을 자유롭게 보도하게 할 것을 요구한다.
14. 우리는 노동자가 통제할 수 있는 기관을 요구한다.
15. 우리는 임금 노동을 하지 않는 한, 수공예품을 생산할 자유를 요구한다.

3월 1일 수비대의 총회가 열렸고, 여기에는 발틱 함대의 위원인 미하일 칼리닌과 니콜라이 쿠즈민도 참석했다. 총회는 위의 15개의 요구를 포함하는 결의안을 통과 시켰다. 3월 2일, 인민, 농민, 노동자 조직의 대표는 크론슈타트 집행위원회 회장이었던 쿠즈민과 바실리의 연설을 들은 뒤 이들을 체포하고, 임시 혁명 위원회를 설립했다.
정부는 같은 날 최후의 통첩으로 대응하고, 사태를 프랑스 방첩 부대의 작품이자, "SR-블랙 헌드레드"의 결의안 이라고 깍아 내렸다. SR은 사회 혁명당을 의미하여, 블랙 헌드레드는 차르 러시아 제국 말기의 극우 조직이었다.

## 반란의 진압

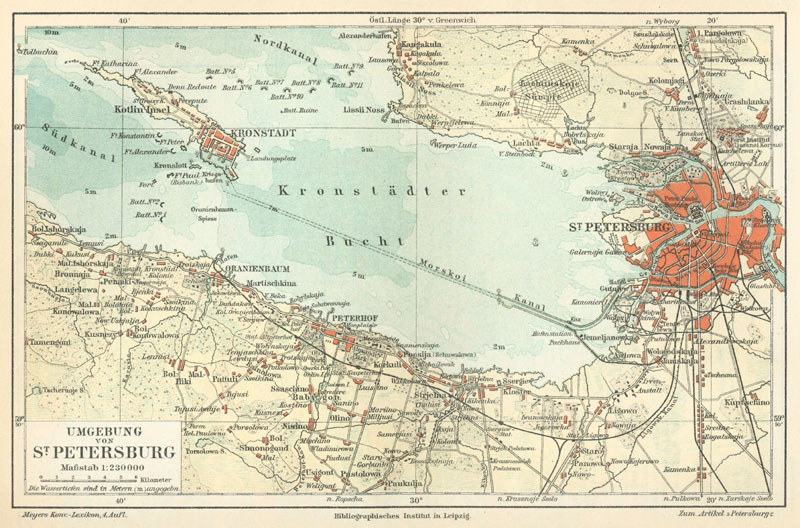
1888년 독일에서 제작된 핀란드 만의 지도. 가운데 있는 섬이 크론슈타트가 있는 코틀린 섬이다.

볼셰비키 정부는 3월 7일에 크론슈타트에 대한 공격을 시작했다. 미하일 투하체프스키의 지휘 하에 60,000여명의 군인이 공격에 참여했다. 페트로그라드의 노동자들은 계엄령 아래 놓이게 되었다. 핀란드 만의 얼음이 녹는다면 요새는 난공불락이나 마찬가지 이기 때문에 군대는 공격을 서둘렀다.
3월 17일, 볼셰비키는 10,000여명 이상의 사상자를 낸 이후에 도시에 진입한다. 3월 19일, 볼셰비키 군대는 527-1427명 정도의 사상자를 낸 이후에 도시를 완전히 점령하게 된다. 크론슈타트가 함락되고 하루 뒤 볼셰비키는 파리 코뮌의 50주년을 축하했다.
비록 반란군의 희생자가 얼마나 되는지에 대하여 정확한 자료는 없지만, 역사학자들은 1,200-2,168명가량이 전사했고 비슷한 숫자의 사람들이 처형 됐으며 많은 이들이 솔라브스키 수용소에 보내졌다고 한다. 소련측의 주장에 따르면 약 1000여명이 전사했고, 2000여명이 부상했으며, 2300-6528여명을 체포했고, 6000-8000여명가량은 핀란드로 도망쳤다고 한다. 또한 붉은 군대쪽은 527여명이 전사했고 3,285이 부상을 입었다고 한다. 그리고 이후 1,050-1,272명의 죄수가 풀려났고 750-1,486여명이 죄수들은 5년의 강제 노동을 선고 받았다고 소련측은 말하고 있다. 탈출한 많은 수병들은 당시 신생 국가였던 핀란드에게 많은 부담을 주었다.

## 같이 보기
- 비볼셰비키 좌파 봉기
- 러시아 전함 타우리스 공작 포툠킨
- en:Russian anarchism
- 1956년 헝가리 혁명

## 참조
- Kronstadt, 1917-1921: The Fate of a Soviet Democracy, Israel Getzler, Cambridge University Press 2002, ISBN 0-521-89442-5
- Kronstadt, 1921, Paul Avrich, Princeton University Press, ISBN 0-691-08721-0
- The Kronstadt Uprising of 1921, Lynne Thorndycraft, Left Bank Books, 1975 and 2012
- The Russian Revolution and the Baltic Fleet: War and Politics, Evan Mawdsley, London, 1978
- Sailors in Revolt: The Russian Baltic Fleet in 1917, Norman Saul, Kansas, 1978
- A History of Russia, N.V. Riasanovsky, Oxford University Press (USA), ISBN 0-19-515394-4
- The Russian Revolution, W.H.Chamberlin, Princeton University Press ISBN 0-691-00816-7
- Lenin: A Biography, Robert Service, Pan ISBN 0-330-49139-3
- Lenin, Tony Cliff, London, 4 vols., 1975–1979
- Red Victory, W. Bruce Lincoln, New York, 1989
- Kronstadt, V.I. Lenin and Leon Trotsky, Pathfinder Press, ISBN 0-87348-883-0
- The Unknown Revolution, Voline, Free Life Editions, New York, 1974
- The Kronstadt Commune, Ida Mett, Solidarity, London: 1967, ISBN 978-0-900688-12-6.
- Reaction and Revolution: The Russian Revolution 1894–1924, Michael Lynch
- Kronstadtin kapina 1921 ja sen perilliset Suomessa (Kronstadt Rebellion 1921 and Its Descendants in Finland), Erkki Wessmann, Pilot Kustannus Oy, 2004, ISBN 952-464-213-1